# 弗拉季高加索阿拉尼亚足球俱乐部
弗拉季高加索阿拉尼亚足球俱乐部（俄语：Футбольный клуб Алания Владикавказ）是一家位于弗拉季高加索的职业足球俱乐部。目前所处的联赛是俄罗斯足球甲级联赛。
他们所获得的最成功的赛季是在1995赛季，他们获得当时的俄罗斯超级联赛冠军，也成为前后10年内唯一一直打破莫斯科斯巴达克对该项赛事冠军垄断的球队。（莫斯科斯巴达克队在1992年-2001年内10年9次夺冠）。
然而在球队经理瓦列里·加扎耶夫（Valery Gazzaev）和几名球队关键人物离队以后，阿拉尼亚俱乐部便一蹶不振，一直在联赛排名下半部徘徊。在2005年获得15名降入俄罗斯足球甲级联赛，但随后因为一些资格认定上的问题和另外一支球队被足协勒令降入了乙级联赛，一年以后以第一名的身份升级，在07年征战在俄罗斯足球甲级联赛中。
此前，球队也多次更名：奥尔忠尼启则斯巴达克（ Spartak Ordzhonikidze ） (1937-1990)， 弗拉季高加索斯巴达克（Spartak Vladikavkaz ） (1990–1994 和 2006)， 弗拉季高加索阿拉尼亚（ Alania Vladikavkaz ） (1997-2003 和 2006)， 弗拉基高加索斯巴达克阿拉尼亚（Spartak-Alania Vladikavkaz） (1995-1996 和 2003-2006)。